# Adolf Reifenberg
Adolf Reifenberg (* 8. März 1899 Berlin; † 27. August 1953 in Jerusalem) war ein israelischer Agrarwissenschaftler und Numismatiker.

## Leben
Reifenberg  erhielt seine Ausbildung in Deutschland. An der Universität Gießen wurde er zum Dr. phil. promoviert über Fragen der Chemie in der Landwirtschaft. Nach seiner Einwanderung in das Völkerbundsmandat für Palästina 1920 arbeitete er zunächst im Kibbuz Kinneret in der Jordanebene. Im Jahre 1922 kam er nach Jerusalem, wo er seit 1924 an den Vorbereitungen zur Gründung der Hebräischen Universität Jerusalem Anteil hatte. Bei den muslimischen Unruhen 1929 gehörte Reifenberg, seinerzeit Dozent der Universität, zu den wenigen Auslandsdeutschen unter den Hunderten Verletzten der antijüdischen Gewalt – unter den Toten waren keine Deutschen – die das Konsulat Jerusalem an das Auswärtige Amt zu melden hatte.
Im Zweiten Weltkrieg diente Reifenberg als Freiwilliger in der Britischen Armee. Während eines Gefechts wurde sein Boot vor Malta torpediert. Reifenberg konnte gerettet werden, aber der lange Aufenthalt in der kalten See führte zu einem Herzleiden, an welchem er schließlich starb.
Nach dem Krieg wurde Reifenberg 1947 Associate Professor und 1952 Professor für Soil Science an der Hebräischen Universität. 1950–52 wirkte er als Dekan der Fakultät für Mathematik und Naturwissenschaften und war später erster Dekan der landwirtschaftlichen Fakultät.
Reifenbergs Kenntnisse von Landwirtschaft und Chemie führten ihn zur Erklärung der Terra rossa, einem Bodentyp, der in mediterranen Ländern weit verbreitet ist. Er setzte er sich auch intensiv mit der Erosion, Versandung und Bodenverschlechterung im Nahen Osten, speziell in Israel, auseinander.
Seine Beschäftigung mit diesen Themen führte ihn aber auch zur Geschichte des Landes Israel. Reifenberg interessierte sich besonders für Archäologie und Numismatik. Zusammen mit Leo Arye Mayer entdeckte er die Synagogen von Eschtemoa und Nave (im Haurangebirge). Ein Türsturz aus Nave diente später als Cover-Design des Israel Exploration Journal, dessen Gründung 1950 auf Reifenberg zurückgeht. Er war zudem erster Präsident der 1951 gegründeten Israel Numismatic Society. Reifenberg forschte weiterhin auf dem Gebiet antiker Siegel und Kunst.
Reifenberg verstarb am 27. August 1953 in Jerusalem.

## Schriften (in Auswahl)
- Architektur und Kunstgewerbe im alten Israel. Löwit, Wien u. a. 1925.
- Palästinensische Kleinkunst (= Bibliothek für Kunst- und Antiquitäten-Sammler. 31, ZDB-ID 518702-3). Schmidt, Berlin 1927.
- Denkmäler der jüdischen Antike (= Bücherei des Schocken Verlags. 75/76, ZDB-ID 521596-1). Mit einer Einführung von L. A. Mayer. Schocken Verlag, Berlin 1937.
- The Soils of Palestine. Studies in Soil Formation and Land Utilisation in the Mediterranean. T. Murby & Co., London 1938.
- Ancient Jewish Coins. In: Journal of the Palestine Oriental Society. Bd. 19, 1939/1941, ZDB-ID 219253-6, S. 59–81, 268–313, (Als Sonderabdruck: Syrian Orphanage Press, Jerusalem u. a. 1940; und öfter).
- Israel’s History in Coins. From the Maccabees to the Roman Conquest. East and West Library, London 1953.
- The Struggle Between the Desert and the Sown. Rise and Fall of Agriculture in the Levant. Jewish Agency, Jerusalem 1955.